# 7,62×39 mm
7,62×39mm kalibar sovjetskog porijekla, dizajniran tijekom II. svjetskog rata. Prvi put je korišten u pušci SKS i puškostrojnici, RPD. Ubrzo nakon rata, svjetski najpoznatija puška AK-47 i njene kopije, je bila dizajnirana za ovaj kalibar. Ovaj kalibar je ostao standard u SSSR-u sve do 1970-ih do zamjene s 5,45x39mm, i još je uvijek jedan od najčešće korištenih kalibara na svijetu.
Prvi model je zvan 7,62x39mm M1943, zato što je bio model 1943. godine. Ovaj model se rabio do 1974. godine, kada su i puške i metak zamijenili za kalibar 5,45x39mm, što je malo ali ne puno slabiji od M16 puškinog 5,56x45mm.

## Povijest
Ministarstvo za proizvodnju naoružanja SSSR-a je željelo srednjekalibarski Ruski metak za potpuno novo osobno naoružanje vojnika: sve bi zamijenili, od puška do puškostrojnica, strojnica i karabina.
Prva varijanta je imala dužinu ćahure oko 41 mm, pa se zvala ponekad i 7,62x41mm ali i ovo je bio isti metak. Na kraju, ove probe nisu donijele neke rezultate, jer puška SKS nije niti rabljena do kraja 2. svjetskog rata ali poslije rata je došao natječaj za novu standardiziranu Jurišnu Pušku SSSR-a. Kalašnjikovi prototipi AK-47 puške su eventualno pobijedili i došli do naoružanja svih Ruskih strelaca od 1949. godine. 

### M1943 metak
Ovaj metak je imao masu zrna oko 8 grama, početnu brzinu zrna oko 730 m/s što je i bilo smatrano donekle sporo tada: recimo, većinu drugih puška koje su koristile velikokalibarske metke, su imale brzine iznad 800 metara u sekundi, i ovo je značilo da bi metku trebalo negdje oko 500 milisekundi da dosegne 300 metara, no ovi metci su imali najveću energiju srednjekalibarskih metaka. M16 metci su do tada imali energije 1.800 Džula, oko 1967. g.